# Gouwe

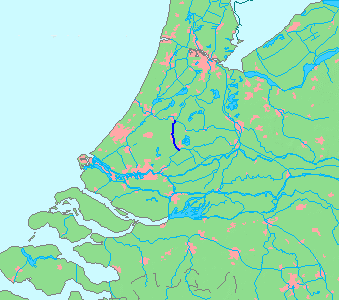
Cartina geografica del fiume Gouwe, in blu scuro

Il Gouwe è un fiume canalizzato dell'Olanda Meridionale, nei Paesi Bassi. Si snoda in direzione nord-sud da Oude Rijn a Hollandse IJssel.
Da Alphen aan den Rijn, dove inizia il Gouwe alla diga Gouw, il fiume scorre attraverso Boskoop e Waddinxveen verso Gouda. Qui si divide in un percorso attraverso la città e uno nel Canale Gouwe, sul lato occidentale della città.
Il Gouwe fu storicamente parte della prima via d'acqua dei Paesi Bassi, che collegava Dordrecht con Haarlem e infine con Amsterdam. Queste città, insieme ai Conti d'Olanda che guadagnavano con i pedaggi a Gouda e a Spaarndam, mantennero questa situazione nonostante l'insoddisfazione delle città di Delft e Leida che non erano toccate da tale via.
Oggi il Gouwe è ancora un'importante via navale. Presso Oude Rijn, il percorso del fiume può essere prolungato a nord verso l'Aarkanaal. Esso funge anche da grande riserva d'acqua per la Rijnland (regione del Reno).
Presso Alphen aan den Rijn, Boskoop e Waddinxveen vi sono tre ponti mobili verticali.